# Waltham (Nouvelle-Zélande)

Waltham est une banlieue interne de Christchurch, dans l’Île du Sud de la Nouvelle-Zélande.

## Situation
Elle est située à deux kilomètres au sud-est du centre-ville. 
La route State Highway 76/S H 76 (en), part du périphérique de Christchurch, circulant à travers la banlieue, tout comme le corridor de la ligne de chemin de fer de la Branche de Lyttelton (en).
Les limites (dans le sens des aiguilles d’une montre) sont ‘Waltham Road’, ‘Moorhouse Avenue’, ‘Fitzgerald Avenue’, ‘Ferry Road’, ‘Ensors Road’, et le fleuve Heathcote.
Waltham était initialement une partie du borough de Sydenham et fut incorporé dans la ville de Christchurch en 1903.

## Toponymie
La banlieue tire son nom du village de Waltham (Lincolnshire) en Angleterre.

## Statistiques
La banlieue (telle qu’elle est définie par le service des Statistiques de Nouvelle-Zélande par un meshblock), a une surface d’environ 1 km2, dont la plus grande partie est occupée par des industries lourdes ou légères mais la population résidentielle est de moins de 1 000 habitants.
Les revenus et le taux de chômage y sont inférieurs à la moyenne nationale.

## Installations
Les aménagements de la banlieue de Waltham comprennent l’AMI Stadium, le Christchurch's international rugby union, le terrain de cricket, et la piscine de ‘Waltham Lido pool’.
L’usine du gaz de Christchurch, était localisée à l’intérieur des limites de Waltham jusqu’à sa fermeture en 1980.
.